# Rampanalgas
Rampanalgas es una localidad de Trinidad y Tobago, que forma parte de la región de Sangre Grande.

## Geografía
La localidad abarca parte de la isla Trinidad y limita al norte con San Souci, L'Anse Noir y Mahoe, al sur y oeste con Balandra y al este con el océano Atlántico.

## Demografía
Datos demográficos de la localidad de Rampanalgas:
| Gráfica de evolución demográfica de Rampanalgas entre 2000 y 2011 |
|                                                                   |